# デルタ自動車四条教習所
デルタ自動車四条教習所（デルタじどうしゃしじょうきょうしゅうじょ）は、京都府京都市右京区西院安塚町6に所在する四輪車専門の京都府公安委員会指定自動車教習所及び国土交通省認定運行管理者指導講習実施機関（DELTA T-sec）。運営は株式会社デルタ自動車教習所が行っている。京都市内では唯一トラック等の教習が出来る。また、教習事業以外に園児から高齢者に至るまで交通事故防止プログラムに基づいた交通安全講習も実施している。

## 教習種別
- 普通自動車免許（一種・二種）
- 準中型自動車免許
- 中型自動車免許（一種）
- 大型自動車免許（一種・二種）
- 大型特殊自動車免許（一種）
- けん引免許（一種）
- オートマチック限定解除審査（普通免許・準中型5t限定免許・中型8t限定免許）

## 講習等
- 国土交通省認定講習（一般講習・基礎講習）
- 法定初任者研修（座学）実技）
- 高齢者講習
- 初心運転者講習
- 取得時講習
- ペーパードライバー講習
- 園児・児童向け交通安全講習
- 中学生・高校生向け自転車安全講習
- 一般企業ドライバー向け安全運転技能診断（カウンセリング付き）
- Driver's doctor Objet（オブジェ）を使用したプロドライバー向け安全運転技能診断（カウンセリング付き）
- 企業・職業ドライバー向け安全運転セミナー

## 教習車
- 普通自動車一種 - マツダ アクセラ、トヨタ カローラ

## 所在地
- 〒615-0051　京都市右京区西院安塚町6

## 無料送迎バス
- Aコース（西大路御池・JR円町駅・北野白梅町・立命館大学・烏丸今出川（同志社大学）・出町柳・京都大学・京阪三条・四条烏丸・四条大宮・JR二条駅・京都先端科学大学・タイワ学園方面）
- Bコース（東山七条・京阪七条・京阪伏見稲荷・龍谷大学・京都駅・JR西大路駅・西院方面）
- Cコース（JR桂川駅・阪急洛西口駅・境谷センター・洛西高校前・国道沓掛口・桂坂センター・桂御陵・京都大学桂キャンパス・樫原小学校・阪急桂駅・千代原口・松尾方面）

## その他
- 指導員のスキルは高く、後述のカーパレードも行っている。
- かつては指導員がアクロバティックな運転を行なう「カーパレード」が開催され、なるトモ!でも取り上げられている。
- 京都では四輪車免許専門の教習所として有名である。
- 二輪専門校の伏見テクニカルセンター（平成23年5月1日『伏見デルタ』に改称）とも提携している